# مكان نظيف جيد الإضاءة
مكان نظيف جيد الإضاءة (بالإنجليزية: A Clean, Well-Lighted Place)‏ قصة قصيرة من تأليف الكاتب الأمريكي إرنست همنغواي. نُشِرت القصة للمرة الأولى في عام 1933 في مجلَّة «سكريبنرز» (Scribner's Magazine)، ومن ثمَّ أُعِيد نشرها في نفس السنة مُضمَّنة في مجموعة همنغواي القصصية «الفائز لا يأخذ شيئاً». امتدح جيمس جويس القصة واصفاً إياها أنَّها «واحدة من أفضل القصص القصيرة على الإطلاق». ويذكر آرون إدوارد هوتشنير، وهو صديق همنغواي المقرب حتى وفاته، أنَّ همنغواي اعتبر هذه القصة المُفضَّلة لديه من مجموع قصصه.
تدور أحداث القصة في إحدى الحانات، حيث يجلس رجل وحيد مُسِنّ حتى ساعة متأخرة من الليل، ويراقبه من على مسافة نادلان، أحدهما شاب والآخر كهل. يطلب الرجل كأساً من الكحول، فيلبِّي النادل الأصغر طلبه، ومن ثمَّ يناقش النادلان محاولة الرجل المسن الأخيرة للانتحار. يقول النادل الأصغر أنَّه يودُّ المُسنَّ أن يعود إلى بيته، ويتذمَّر من قعوده حتى ساعة متأخرة، حيث اعتاد المُسن على البقاء في الحانة إلى بعد الثالثة فجراً، وفي المقابل يُظهر النادل الأكبر تعاطفاً وقابليَّة لتفهُّم أوضاع المسن التي دفعته إلى هذه الحالة. مُجدداً يطلب المُسنُّ كأساً أخرى من الكحول، ولكنَّ النادل الأصغر يرفضه ويُخبره أنَّ الحانة أقفلت وعليه العودة إلى منزله. بعد رحيل الرجل المسن يستمر النادلان في نقاشهما، يقول النادل الأصغر أنَّه لا يطيق البقاء وأنَّه متلهِّف للعودة إلى زوجته، أمَّا النادل الأكبر فهو أكثر رزانة وتعقُّلاً، فهو يتعالى فوق الشباب ويرى نفسه كواحد من هؤلاء «الذين يبقون حتى وقت متأخِّر في الحانة»، ويُشبِّه نفسه بالرجل المسن، ويذكر أهميَّة وجود «مكان نظيف جيد الإضاءة» لبعض الأشخاص حتى يتسنَّى لهم قضاء بعض الوقت فيه وحدهم، وبعد رحيل النادل الأصغر يبقى هو وحده في الحانة، ويتأمَّل في فراغ حياته، قبل أن يعود إلى بيته وإلى الأرق.